# Buclovany
Buclovany (Hongaars: Bucló) is een Slowaakse gemeente in de regio Prešov, en maakt deel uit van het district Bardejov.
Buclovany telt 224 inwoners.
Abrahámovce · 
Andrejová · Bardejov  · Bartošovce · Becherov · Beloveža · Bogliarka · Brezov · Brezovka · Buclovany · Cigeľka · Dubinné · Frička · Fričkovce · Gaboltov · Gerlachov · Hankovce · Harhaj · Hažlín · Hertník · Hervartov · Hrabovec · Hrabské · Hutka · Chmeľová · Janovce · Jedlinka · Kľušov · Kobyly · Kochanovce · Komárov · Koprivnica · Kožany · Krivé · Kríže · Kružlov · Kučín · Kurima · Kurov · Lascov · Lenartov · Lipová · Livov · Livovská Huta · Lopúchov · Lukavica · Lukov · Malcov · Marhaň · Mikulášová · Mokroluh · Nemcovce · Nižná Polianka · Nižná Voľa · Nižný Tvarožec · Oľšavce · Ondavka · Ortuťová · Osikov · Petrová · Poliakovce · Porúbka · Raslavice · Regetovka · Rešov · Richvald · Rokytov · Smilno · Snakov · Stebnícka Huta · Stebník · Stuľany · Sveržov · Šarišské Čierne · Šašová · Šiba · Tarnov · Tročany · Vaniškovce · Varadka · Vyšná Polianka · Vyšná Voľa · Vyšný Kručov · Vyšný Tvarožec · Zborov · Zlaté